# Tursunovo Brdo (Ugljevik)
Pour les articles homonymes, voir Tursunovo Brdo.
Tursunovo Brdo (en cyrillique : Турсуново Брдо) est un village de Bosnie-Herzégovine. Il est situé dans la municipalité d'Ugljevik et dans la république serbe de Bosnie. Selon les premiers résultats du recensement bosnien de 2013, il ne compte aucun habitant.
Avant la guerre de Bosnie-Herzégovine, le village faisait entièrement partie de la municipalité d'Ugljevik ; après la guerre, une partie de son territoire a été intégrée dans la municipalité de Teočak, dans la fédération de Bosnie-et-Herzégovine.

## Démographie

### Répartition de la population par nationalités (1991)
En 1991, le village comptait 225 habitants, répartis de la manière suivante, :